# Prunus conradinae
Prunus conradinae es una especie de planta del género Prunus, perteneciente a la familia Rosaceae.

## Taxonomía
Prunus conradinae fue descrita por Bernhard Adalbert Emil Koehne en 1912.

## Distribución
Se encuentra en el territorio centro y sur de China.